# NGC 1333
NGC 1333 (другое обозначение — LBN 741) — отражательная туманность в созвездии Персея. Находится на расстоянии около 1000 световых лет от Земли. В ней идёт активное звёздообразование. Этот объект входит в число перечисленных в оригинальной редакции «Нового общего каталога».

## Характеристики
Большая часть видимого света от молодых звёзд в этом регионе затенена плотным пыльным облаком, из которого они появились. Молодые звезды в NGC 1333 не образуют единое целое, а делятся на две группы: северную и южную. Учёные полагают, что мощные джеты, исходящие от новорождённых звёзд, могут способствовать возможному рассеянию газового облака, препятствуя образованию большего количества звёзд в NGC 1333.
В 2011 году было объявлено об обнаружении двух скоплений коричневых карликов в туманностях NGC 1333 и Ро Змееносца. В 2018 году с помощью космического телескопа Хаббл были открыты 5 объектов Хербига — Аро у звезды SVS 13, окружённой протопланетным диском.

## Галерея

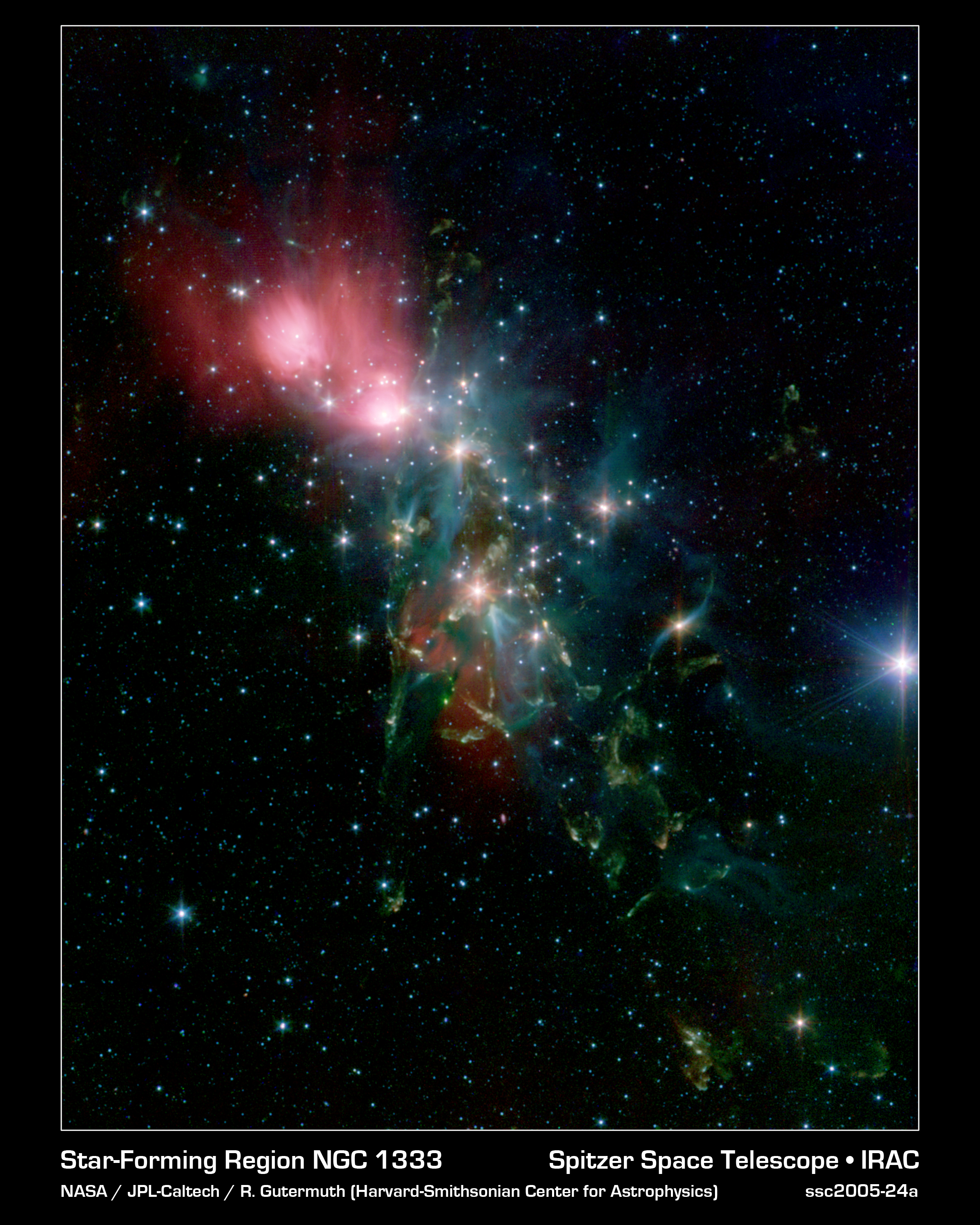
Фото телескопа Спитцер.
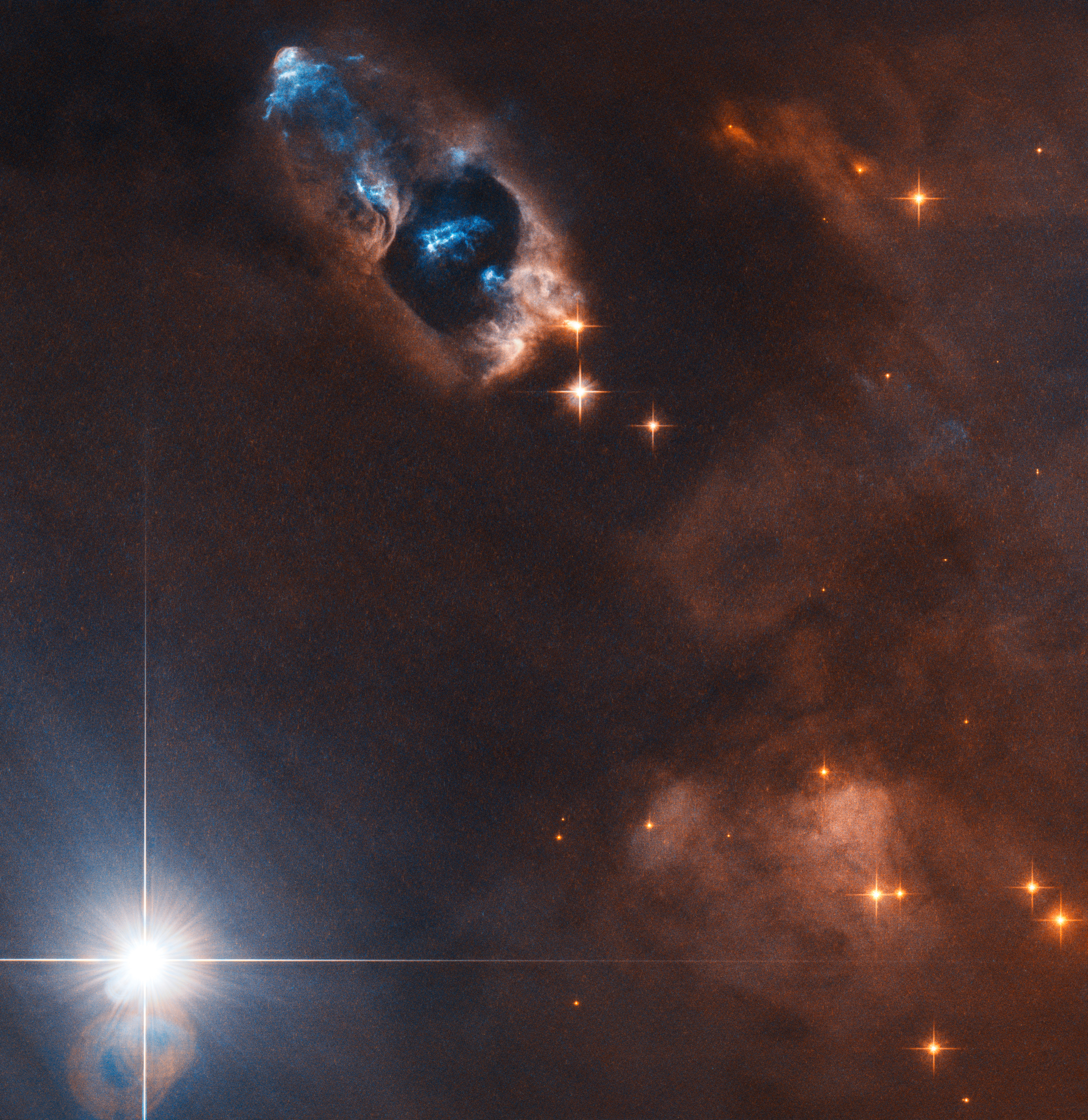
Звезда SVS 13 и объекты Хербига — Аро.
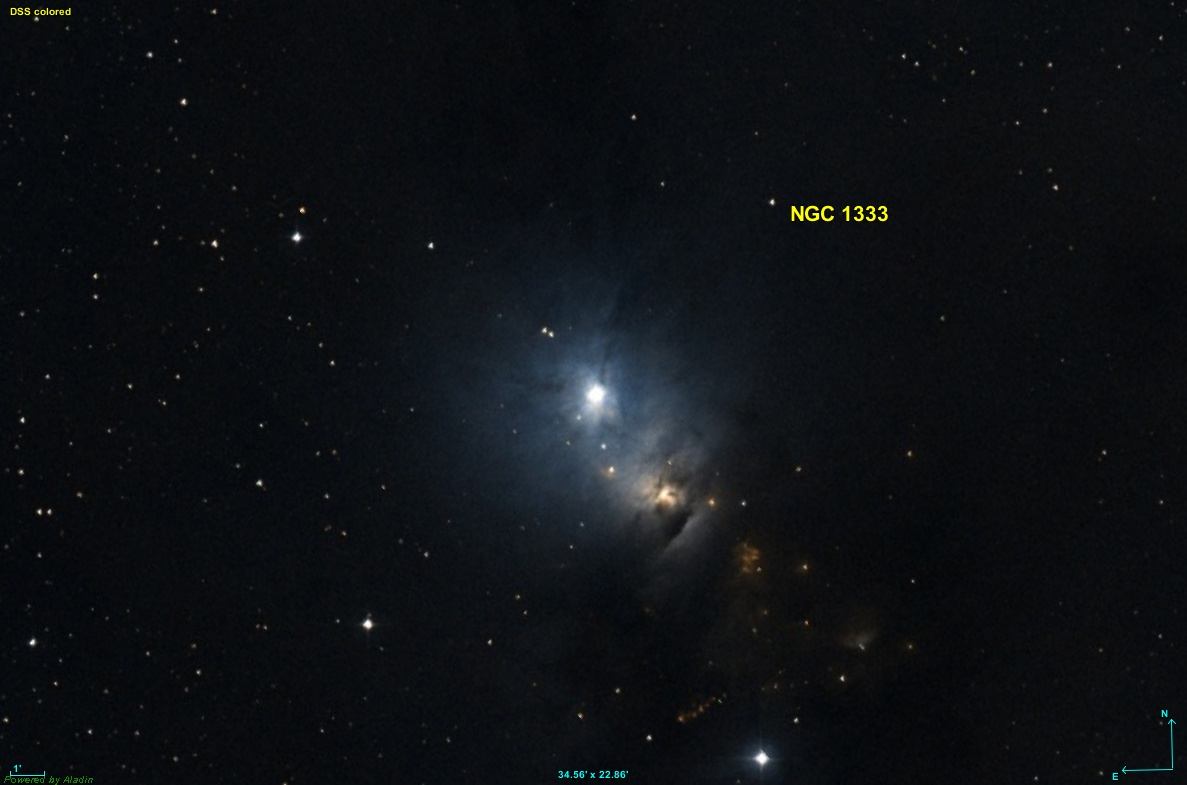
Фото Digitized Sky Survey.
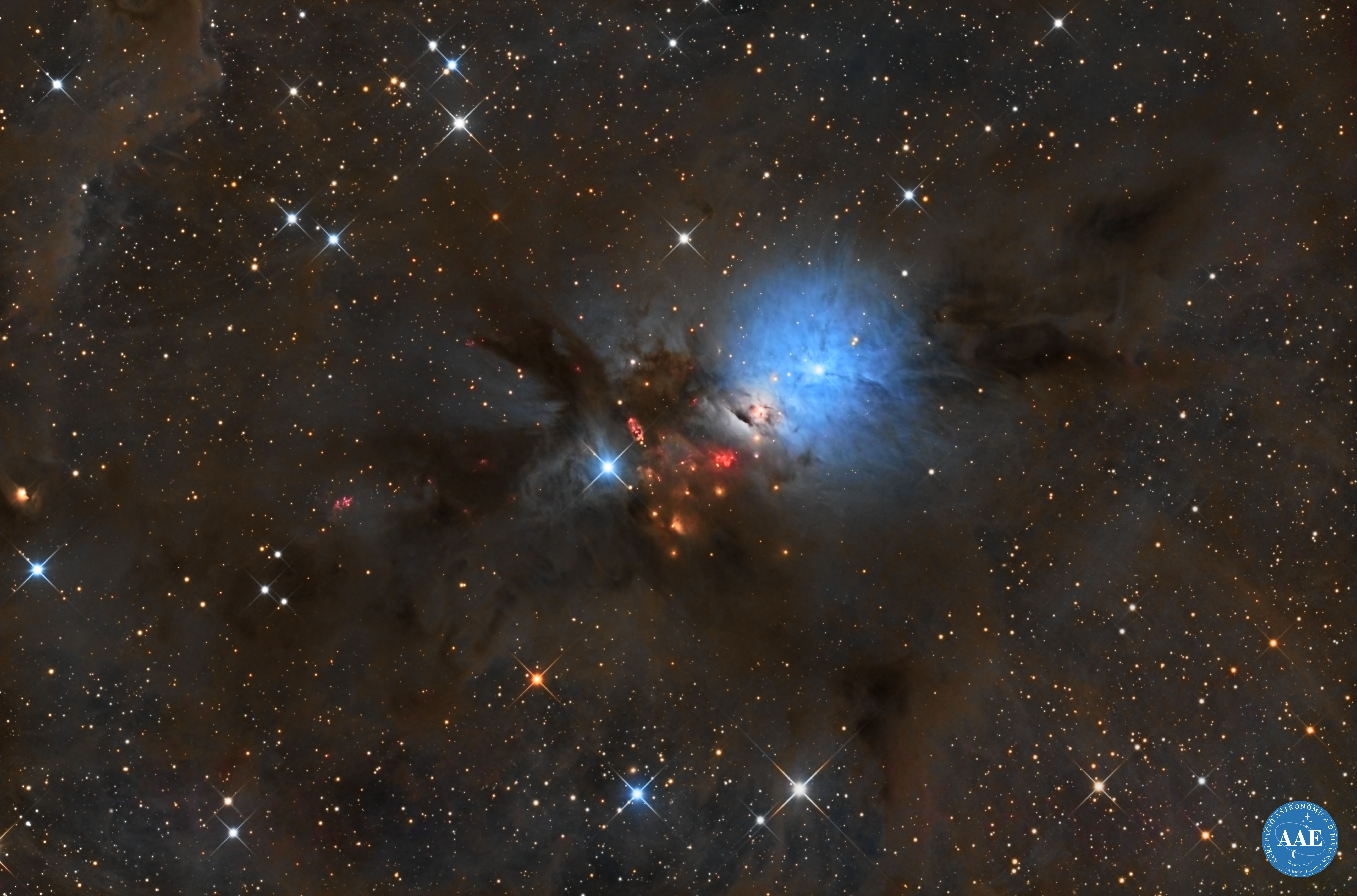
Фото, полученное испанской группой астрономов AAE-Agrupació Astronòmica d'Eivissa.
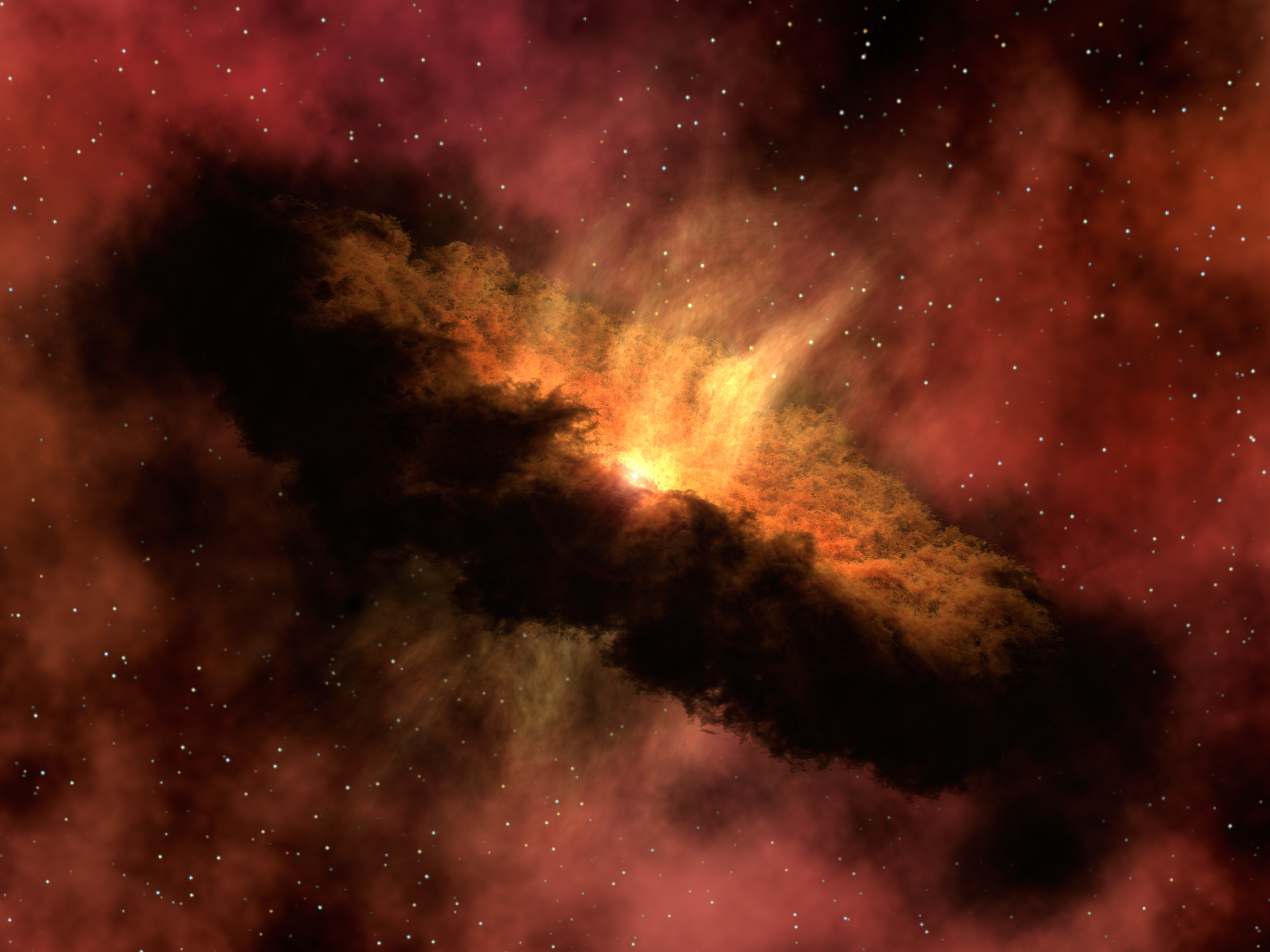
Формирующаяся звезда NGC 1333-IRAS 4B в представлении художника.